# 道の駅にちなん日野川の郷
道の駅にちなん日野川の郷（みちのえき にちなんひのがわのさと）は、鳥取県日野郡日南町にある鳥取県道8号新見日南線の道の駅である。

## 沿革
- 2015年（平成27年）
  - 1月30日 - 「まちを創生するための拠点（コンパクト・ヴィレッジ）」を形成し、6次産業化による産業振興等促進」を理由として、道の駅に登録される前に重点「道の駅」に選定される[1]。
  - 11月5日 - 道の駅に登録される。
- 2016年（平成28年）4月22日 - 開業する。

## 施設
- 駐車場（電気自動車用充電スタンドあり）[2][3]
  - 普通車:79台
  - 大型車:2台
  - 身障者用:2台
- トイレ[2]
  - 男性用（小）:5器
  - 男性用（大）:2器
  - 女性用:5器
  - 身障者用:1器
- 農林産物直売所（4月 - 9月 9:00 - 18:00、10月 - 11月 9:00 - 17:00、12月 - 3月 9:00 - 16:00）[2][3]
- まるごととまとショップ（9:00 - 17:00）[2][3]
- レストラン（喫茶 9:00 - 11:00、食事 11:00 - 18:00）[2][3]
- 多目的ルーム[3]
- 授乳室[3]
- 公衆電話[3]
- 情報コーナー[2][3]
- イベント広場[3]

## 周辺
- ローソン日南生山（当道の駅に隣接）[3]
- コメリハードアンドグリーン日野日南店（当道の駅に隣接）[3]
- 江府三次道路（生山道路） かすみインターチェンジ
- 日南町役場
- 日野川